# Smadar Brener

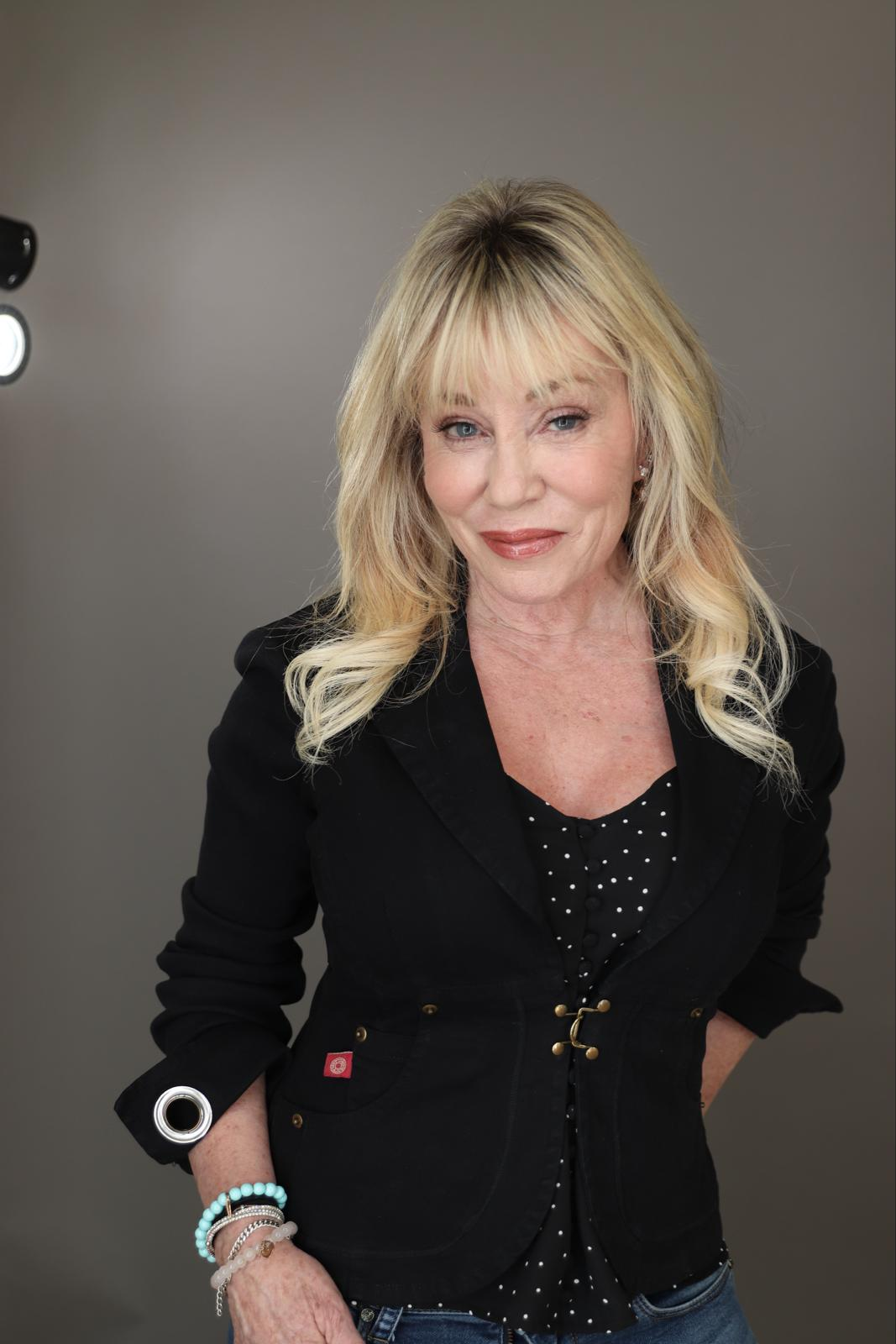
Smadar Brener

Smadar Brener (hebräisch סמדר ברנר; * 1952 in Haifa) ist eine israelische Schauspielerin.

## Leben und Karriere
Brener sang in einer Militärkapelle der israelischen Armee und studierte an der Universität Tel Aviv. In Israel wurde sie berühmt, als sie die Hauptrolle in dem Film "Ha-Lahaḳah" des Regisseurs Avi Nesher spielte. Sie war in Israel als Theaterschauspielerin tätig.
Brener lebte in den Vereinigten Staaten, wo sie ein israelisches Theater gründete. Sie heiratete den Schwimmer Dan Brenner, ihre Tochter ist die Schauspielerin Shirley Brenner.

## Filmografie (Auswahl)
- 1978: Ha-Lahaka
- 1980: Kohav Hashahar
- 1984: Die Libelle
- 1986: Ha-Krav Al HaVa'ad
- 1987: Photo Roman
- 2002: Genug – Jeder hat eine Grenze
- 2011: Session